# El Hiarda
El Hiarda (en árabe: الهيايضة‎, en francés: Lahyayda) es una localidad marroquí perteneciente al municipio de Auámara, en la región de Tánger-Tetuán-Alhucemas. Desde 1912 hasta 1956 perteneció a la zona norte del Protectorado español de Marruecos.